# Prionocyphon limbatus
Prionocyphon limbatus is een keversoort uit de familie moerasweekschilden (Scirtidae). De wetenschappelijke naam van de soort werd in 1866 gepubliceerd door John Lawrence LeConte.